# Weather Systems
Weather Systems (с англ. — «Погодные системы») — девятый студийный альбом английской рок-группы Anathema, выпущен 16 апреля 2012 года в Европе лейблом Kscope и 24 апреля 2012 года в США лейблом The End Records. Сама группа описала альбом как «…не фоновую музыку для вечеринок. Эта музыка написана для того, чтобы глубоко проникнуть в слушателя». Альбом был записан в Ливерпуле, Северном Уэльсе и Осло. Каждое из этих мест имеет  важное значение для прошлого, настоящего и будущего Anathema. Продюсеры записи — участники группы Винсент Кавана и Дэниел Кавана, а также Кристер-Андре Седерберг.

## Список композиций
Официальный трек-лист альбома был опубликован 2 февраля 2012 года.
Все тексты написаны Дэниелом Кавана, вся музыка написана братьями Кавана, если не указано иное.
| №  | Название                                  | Длительность |
| -- | ----------------------------------------- | ------------ |
| 1. | «Untouchable, Part 1»                     | 6:14         |
| 2. | «Untouchable, Part 2»                     | 5:53         |
| 3. | «The Gathering of the Clouds»             | 3:27         |
| 4. | «Lightning Song»                          | 5:25         |
| 5. | «Sunlight»                                | 4:56         |
| 6. | «The Storm Before the Calm» (Джон Дуглас) | 9:24         |
| 7. | «The Beginning and the End»               | 4:53         |
| 8. | «The Lost Child»                          | 7:03         |
| 9. | «Internal Landscapes»                     | 8:52         |

## Варианты издания
Стандартное издание в Европе и в Америке выходит в диджипаке в формате CD.

В Европе специальное издание в твёрдом переплёте (Digibook) выпущено лейблом Kscope. В него входят 3 предыдущих альбома группы: Hindsight, We’re Here Because We’re Here и Falling Deeper. Также лейблом Kscope только в Европе издан вариант альбома в DVD с объёмным звуком 5.1.

## В записи принимали участие[6]
- Винсент Кавана — вокал (1,2,3,6,7,8,9), бэк-вокал (5), клавишные (1,3,5,9), программирование (1,3,5,6,7), гитара (6), бас-гитара (6), синтезатор (6)
- Дэниел Кавана — гитара (все треки), пианино (2,3,7,8), клавишные (1,3,5), вокал (5,8),бас-гитара (4,5,9)
- Ли Дуглас — вокал (1,2,3,4,6,9), бэк-вокал (5)
- Джон Дуглас — ударные (2,4,5,6,7,8,9), синтезатор (6), программирование (6)
- Джими Кавана — бас-гитара (6)
- Кристер-Андре Седерберг — бас-гитара (1,2,3,5,7,8),пианино (7)
- Уитли Холт — ударные (1,3)
- Питтер Карлсен — бэк-вокал (1,2)

## Чарты
| Чарт (2012)         | Пиковая позиция |
| ------------------- | --------------- |
| Polish Albums Chart | 9               |
| UK Albums Chart     | 50              |